# Gustavo Manduca
Gustavo Manduca (né le 8 juin 1980 à Urussanga près de Criciúma) est un footballeur brésilien reconverti entraîneur.
Il joue avec l'APOEL Nicosie, il a d'ailleurs fait une remarquable apparition lors de la ligue des Champions 2012 avec son club, il a d'ailleurs marquer en huitième de finale contre l'Olympique lyonnais permettant à son club de se qualifier pour les quarts de finale. Il a aussi marqué contre le Real Madrid à Stade Santiago Bernabéu score final (5-2).
Il met à terme sa carrière en 2015 et devient directeur sportif de l'APOEL Nicosie.

## Palmarès
- Championnat de Chypre : 2011, 2013, 2014 et 2015
- Coupe de Chypre : 2014 et 2015
- Vainqueur de la Supercoupe de Chypre en 2013 avec l'APOEL Nicosie